# استفانی هاتن
استفانی هاتن (انگلیسی: Steph Houghton؛ زادهٔ ۲۳ آوریل ۱۹۸۸) بازیکن فوتبال اهل بریتانیا است.
از باشگاه‌هایی که در آن بازی کرده‌است می‌توان به باشگاه فوتبال منچستر سیتی، باشگاه فوتبال لیدز یونایتد و باشگاه فوتبال آرسنال اشاره کرد.
وی همچنین در تیم ملی فوتبال زنان انگلستان بازی کرده است.